# 회색땃쥐속
회색땃쥐속(Notiosorex)은 땃쥐과 붉은이땃쥐아과에 속하는 4종의 포유류 무리이다.

## 특징
꼬리 길이 22~31mm를 제외한 몸길이가 48~69mm인 작은 크기의 설치류로 몸무게는 최대 5kg이다.

## 분포
북아메리카에 널리 분포한다.

## 하위 종
- 코크럼회색땃쥐 (Notiosorex cockrumi)
- 크로퍼드회색땃쥐 (Notiosorex crawfordi)
- 큰귀회색땃쥐 (Notiosorex evotis)
- 빌라회색땃쥐 (Notiosorex villai)